# シルキュイ・ポー＝アルノ
シルキュイ・ポー＝アルノス (フランス語: Circuit Pau-Arnos)は、フランス・ポーにあるサーキット。ポー・グランプリが開催されるポー市街地コース(Circuit de Pau-Ville)と混同されるが、別のサーキットである。

## 概要
1986年にオープンした、全長3030mの四輪・二輪用コースである。隣接して長さ900mのカートコースもある。開業以来フランスF3選手権や一般ドライバー向けの走行会、試乗会、草レース、ドライビングスクールなどが開催されている。
ラップレコード（1'10.87）は、2005年ポー・グランプリに先立つフォーミュラ3テスト走行にてギド・ヴァン・デル・ガルデが記録した。
テスラ・モデルSのレーシングシリーズ、エレクトリックGTは、同コースにてテストを実施し、短いムービークリップを作成した。